# Йортюр Херманнссон
Йортур Херманнссон, Хьёртюр Херманнссон (исл. Hjörtur Hermannsson; родился 8 февраля 1995 года в Рейкьявике, Исландия) — исландский футболист, защитник клуба «Волос» и сборной Исландии. Участник чемпионата Европы 2016 года.

## Клубная карьера
Херманнссон — воспитанник клуба «Филкир» из своего родного города. 6 июля 2011 года в матче против «Стьярнана» он дебютировал в чемпионате Исландии. 11 сентября в поединке против столичного «Викингура» Йортюр забил свой первый гол за «Филкир». В 2012 году он перешёл в нидерландский ПСВ. Для получения игровой практики Херманнссон был отправлен в дублирующую команду. В августе 2013 года в матче против «Осса» он дебютировал в Эрстедивизи. В начале 2016 года Йортюр на правах аренды перешёл в шведский «Гётеборг». 24 апреля в матче против «Мальмё» он дебютировал в Алсвенскан лиге.
В июле 2016 года Йортюр перешёл в датский «Брондбю», подписав с клубом трёхлетний контракт. 31 июля в матче против «Хорсенс» он дебютировал в датской Суперлиге. 14 августа в поединке против «Сённерйюска» Херманнссон забил свой первый гол за «Брондбю». Йортюр выиграл с «Брондбю» Кубок Дании в сезоне 2017/18 , при этом команда провалилась в чемпионате, потеряв уверенное преимущество перед «Мидтьюлланном» в решающих матчах сезона. Вместе с датской командой он также принимал участие в квалификационных матчах Лиги Европы УЕФА, но так и не добрался до группового этапа, так как клуб выбывал от «Панатинаикоса» в 2016 году, «Хайдук Сплит» в 2017 году, «Генка» в 2018 году и «Браги» в 2019 году. В сезоне 2019/20 он был задействован в качестве правого центрального защитника в расстановке 3-5-2 главного тренера Нильса Фредериксена, наряду с капитаном команды Андреасом Макссё и Энтони Юнгом. Он был частью обновленной защиты в течение сезона, поскольку «Брондбю» занял четвертое место в лиге. После пяти лет в «Брондбю» Йортюр покинул клуб в конце сезона 2020/21.
16 июля 2021 года он перешёл в итальянский клуб Серии B «Пиза», подписав с клубом четырёхлетний контракт. 14 августа 2021 года он дебютировал за клуб против «Кальяри» в матче Кубка Италии. 22 августа 2021 года в матче против СПАЛ Йортюр дебютировал в Серии В.

## Международная карьера
В 2012 году в составе юношеской сборной Исландии Херманнссон принял участие в юношеском чемпионате Европы в Словении. На турнире он сыграл в матчах против Франции, Германии и Грузии. В поединке против французов Йортюр забил гол.
31 января 2016 года в товарищеском матче против сборной США Херманнссон дебютировал в сборной Исландии.
Летом 2016 года Йортюр попал в заявку сборной на участие в чемпионате Европы во Франции. На турнире он был запасным и на поле не вышел. Несмотря на то, что Херманнссон ни разу не вышел на поле, он заявил, что его вызов на Евро 2016 был лучшим днём в его жизни.